# Vesir
Vesir (ibland även visir, med flera andra stavningar; ordet kommer av medelpersiskans vichir från avestiska vicira, till europeiska språk via osmanska vezir) är, främst historiskt, en titel för en i flera riken i Mellanöstern högt uppsatt politisk rådgivare åt en härskare, såsom en kejsare (shah), kalif, emir, eller sultan.
Titeln uppkom troligen i det antika Persien (på persiska وزیر, wazīr)  såsom kungens rådgivare under sasaniderna. Det främste av alla sasanidiska vesirer var Bozorgmehr Bokhtagan (medelpersiska: Wuzurgmihr ī Bōkhtagān), som är omtalad i persiska och arabiska historieverk.
Titeln vesir förknippas även med muslimska riken, även om titeln stundom tillskrives ett flertal liknande, utomeuropeiska rådgivare, trots att dessa aldrig hade något egentligt samröre med titeln. Regeringen i det Osmanska riket, kallad Divanen, bestod av ett råd av vesirer under ledning av en storvesir som ansvarade inför sultanen och agerade en sorts premiärminister.
Idag används titeln vesir för ministrar i Pakistan. 